# السوق الداخلي (رواية)
السوق الداخلي هي رواية في الأدب العربي للكاتب المغربي محمد شكري، وتعتبر من بين أبرز قصص الكاتب المغربي الراحل. نشرت سنة 1985. وتُرجمت الرواية إلى العديد من اللغات العالمية، من بينها: اللغة الفرنسية تحت عنوان "Le Petit Socco"، والإسبانية تحت عنوان "Zoco Chico"، والإيطالية تحت عنوان "Soco Chico".

## نبذة عن الرواية
رواية "السوق الداخلي" لمحمد شكري هي عمل أدبي قصير نُشر عام 1985، وتُعدّ من أبرز روايات الكاتب المغربي بعد ثلاثيته الشهيرة التي بدأت بـ "الخبز الحافي". تدور الرواية في مدينة طنجة، وتحديدًا في الفضاء الرمزي لـ"السوق الداخلي"، الذي يتحول في السرد إلى نقطة تداخل بين الواقع والحلم، بين الرغبة والانهيار، وبين العادي والغريبتروي الرواية حكاية علي التمسماني، أستاذ ريفي بسيط، يقرر قضاء عطلته في مدينة طنجة، المدينة التي طالما أغرته بأسرارها ووعودها الخفية. لكن بمجرد وصوله، يجد نفسه منجذبًا إلى عالم متداخل من الغرابة والعبث والضياع. يغوص في حياة الليل، المقاهي، الحانات، واللقاءات العابرة مع شخصيات طريفة أو شاذة أو منهارة.
الرواية ليست خطية، بل تُبنى من مشاهد ومقاطع سردية متقطعة، تتخذ طابعًا شبه هلوسي أحيانًا. في عمقها، تكشف عن أزمة داخلية وجودية يعيشها البطل، الذي يصبح مرآة لمدينة فقدت هويتها، ولجيل يعيش على الهامش، ممزقًا بين الاستلاب والحنين، بين البداوة والتمدن، وبين الأصالة والانحراف.

## دلالة العنوان
يحمل عنوان الرواية السوق الداخلي بعدًا رمزيًا عميقًا، يتجاوز الإشارة المباشرة إلى المكان الفيزيائي المعروف في قلب مدينة طنجة. إذ يُوظَّف العنوان بوصفه استعارة كبرى للداخل الإنساني المتشظي، وللفضاء النفسي والذهني للشخصية المحورية في الرواية، علي التمسماني. فالسوق، كمكان، يمثل عالمًا فوضويًا يعجّ بالأصوات، الروائح، الحشود، الفوضى، والممارسات اللامألوفة؛ وهو بذلك يشكل مرآة لحالة الاضطراب والتفكك التي يعيشها البطل في دخيلة نفسه.
من جهة أخرى، فإن وصف السوق بـ"الداخلي" لا يشير فقط إلى موقعه الجغرافي في طنجة القديمة، بل يُلمّح كذلك إلى الداخل النفسي الغامض والمضطرب الذي تسكنه الهواجس، الرغبات المكبوتة، والأسئلة الوجودية التي تلاحق البطل. هكذا يُصبح "السوق الداخلي" فضاءً مزدوجًا: فهو من جهة مكان خارجي واقعي يعكس البؤس الاجتماعي والانحلال الأخلاقي لمدينة طنجة في سبعينيات القرن العشرين، ومن جهة أخرى هو تمثيل رمزي لما يجري داخل الإنسان نفسه من صراعات وأزمات ومعاناة.
ويُستفاد من السياق السردي أن السوق الداخلي يشكل مركز ثقل درامي ونفسي للرواية، حيث تتقاطع فيه الحكايات، وتتجسد الشخصيات المهمشة، ويُمارَس العنف الرمزي، وتتفكك القيم، مما يجعله المكان الذي تتجلّى فيه الحقيقة العارية للوجود الإنساني، كما يراها محمد شكري. فالرواية لا تتعامل مع السوق بوصفه فضاء تجاريًا، بل كموقع وجودي ينزع عن الإنسان أقنعته، ويضعه في مواجهة مباشرة مع ذاته ومع مجتمعه.

## قراءة
عالمان يتداخلان، ومساحة الزمان والمكان تغدوان رمزاً في أفق «السوق الداخلي» مرئيات علي «الشخصية المحورية» تدور ويدور على ذاته تبصر عيناه أحداثاً وصوراً تتناغم نفسه معها أو لا تتناغم لا يهم لأن الخيال وحده الذي ينقذه. يحلق خارجاً من إطار المكان والزمان ليخلق توليفة ربما تنسجم مع نفسيته ومع ما يتوق إليه. ويبقى لعلي الصوت.. حيث تذوب الوجوه لتختفي معلنة ولادة عالم الأصوات التي تستحضر العالم بكل أبعاده.

## المؤلف
مؤلف الرواية هو الكاتب والروائي المغربي محمد شكري، المعروف بـ"أسطورة طنجة"، وهو صاحب رواية "الخبز الحافي"، وُلد سنة 1935م في الريف، وانتقل مع عائلته إلى طنجة إثر المجاعة. دخل المدرسة بشكل متأخّر (في أواخر العقد الثاني من عمره). له مجموعة من الأعمال الروائية والقصصية، وتُرجمت أغلبها إلى العديد من اللغات العالمية.

## النوع الأدبي
يصنّف كتاب "السوق الداخلي" في دائرة جنس الرواية، وبالتحديد وبشكل أكثر تصنيفاً فالكتاب هو رواية مكان. من جهة أخرى، تحدث بعض النقاد عن مطابقة شخصية علي التمسماني مع شخص محمد الشكري مطابقة إلى حد التماهي، خاصّة في علاقته مع طنجة وتأملاته وأفكاره حول الحياة ونظرته للمجتمع واغترابه الذاتي، لكن لوجود ما يمنع من إسقاط شخصية علي التمسماني على محمد شكري، فإن هذه الرواية تبتعد قليلاً عن السيرة الذاتية لتندرج ضمن "التخييل الذاتي".

## ملخص الرواية
علي، شابٌّ مغربي، يصل إلى طنجة في السبعينيات. هناك، يلتقي بالعديد من الغربيين الباحثين عن الأحلام والحرية المطلقة. ينضمّ إليهم ليجد نفسه منجرفاً في دوامة من الجنس، والمخدّرات، والسرقة، والقتل.

## الزمان و المكان بالرواية
تدور أحداث رواية السوق الداخلي للكاتب المغربي محمد شكري ضمن فضاء مكاني يتمركز حول مدينة طنجة، وتحديدًا منطقة "السوق الداخلي" التي تمثل في الرواية مركزًا سرديًا ورمزيًا يُكثّف تعقيدات الواقع الحضري والاجتماعي والثقافي للمدينة. تُصوَّر طنجة في النص بوصفها مدينةً حافلة بالتناقضات، لا تنتمي بالكامل إلى الشرق ولا إلى الغرب، بل تقف عند تقاطع حضاري عابر للثقافات واللغات والهويات. فـ"السوق الداخلي" ليس فقط سوقًا تقليديًا كما توحي تسميته، بل هو مجاز روائي يعكس الداخل البشري المضطرب، والمجتمع المغربي ما بعد الكولونيالية، حيث تتجاور قيم الماضي مع مظاهر التغريب والانحلال في ظل غياب مرجعية واضحة.
الفضاء المكاني لا يقتصر على السوق وحده، بل يتوسع ليشمل عددًا من الأماكن ذات الحمولة الرمزية والاجتماعية: المقاهي الشعبية، الحانات المظلمة، الفنادق الرخيصة، أحياء الدعارة، بيوت الهيبيين، وأركان المدينة القديمة والجديدة على حد سواء. هذه الفضاءات تؤطر تجربة بطل الرواية، علي التمسماني، وهو معلم ريفي يجد نفسه غريبًا ومفتونًا ومنهارًا وسط عالم حضري غريب الأطوار، يتسم بالتحرر المفرط، والتهميش، والتشظي الأخلاقي والنفسي.
أما من الناحية الزمنية، فإن الرواية تستقر في سبعينيات القرن العشرين، وهي فترة تاريخية دقيقة من تاريخ المغرب ما بعد الاستقلال، اتسمت بتقلبات سياسية واقتصادية واجتماعية عميقة، وبصعود حركات الهجرة والاحتجاج والانفتاح على الثقافات الغربية. هذا الزمن الذي اختاره شكري ليس محايدًا، بل مشحون بالدلالات، إذ يعكس مرحلة انتقالية يتسم فيها الواقع المغربي بالضبابية والبحث عن الهوية، في ظل تصاعد التفاوت الطبقي وانتشار البطالة والفساد، وتغلغل النزعة الاستهلاكية.
يعكس الزمن الروائي في السوق الداخلي إحساسًا وجوديًا بالضياع، ويمتزج فيه الواقعي بالعبثي، والزمني بالحلمي. فالأحداث لا تسير وفق تسلسل زمني صارم، بل تتخللها استرجاعات داخلية، وتكثيف لحظات الهذيان والسُكر والتأمل، مما يجعل من الزمن عنصراً ديناميكياً يعكس اضطراب الذات والشخصيات أكثر مما يوثق لتسلسل تاريخي دقيق.

## الشخصيات والعلاقة بينها
يحاول شكري رصد التحولات السلبية التي أضحى يغرق فيها السوق الداخلي وذلك من خلال شخصيات الرواية.
● علي التمسماني : (بطل الرواية) والشخصية الرئيسية الوحيدة، وهو معلم ريفي ووافد جديد يزور مدينة طنجة ليقضي عطلته الصيفية، وتحمل هذه الشخصية هموماً نفسية عويصة تختبئ خلف ماضٍ مُخجلٍ وتغرّبٍ نفسي شديدٍ اتجاه المجتمع. وهو ذو شخصية هشّة وضعيفة ومترددة، سريعة الانسياق، خاصة مع النساء، مما يوقعه في شرك النصب والاحتيال..
● الهيبيين : وهم مجموعة من الشباب يعيشون حياة بويهمية تسودها الحرية المطلقة، فيستهلكون المخدرات ويقرؤون ويرسمون ويسمعون الموسيقى، والذين يلتقي بهم علي التمسماني في طنجة خلال رحلة بحثه عن ذاته، وهم: إيفا، وفالري، وكارين، وتاتانيا..
● روبارتو : وهو واحد من الهيبيين، شاعر يهوى تجميع القطع واللوحات الفنية، يصادقه علي التمسماني، ويعيشان مغامرة كبيرة.
● شخصيات أخرى : ومن بينها؛ صاحبة المجوهرات اليهودية، والسائق، والبوليس، والموكب الرئاسي...

## التصنيف الادبي و الفكري
تُصنّف رواية السوق الداخلي لمحمد شكري ضمن مجموعة من التصنيفات الأدبية والفكرية المتقاطعة، ما يمنحها مكانة متميزة داخل الأدب المغربي الحديث، ويجعلها نصًا متعدّد الأبعاد، يتفاعل مع أنماط سردية وتيارات فكرية مختلفة. فالرواية، رغم قصر حجمها، تُعدّ عملاً كثيفًا من حيث البناء الفني والدلالي، وتُجسّد تطور الكتابة الشكرية نحو مزيد من التجريب والانغماس في الذات الهامشية والوجودية.

### 1 من حيث الجنس الأدبي:
تُصنَّف الرواية على أنها رواية قصيرة (Novella)، إذ لا يتجاوز حجمها في معظم الطبعات المائة صفحة، لكنها تحتفظ بكثافة سردية وفكرية تضاهي الروايات الطويلة، مستندة إلى أسلوب موجز ومشحون بالإيحاء والرمزية. وهي أيضًا نموذج لـ أدب السيرة الذاتية المتخيّلة، حيث يستعير محمد شكري ملامح من تجربته الشخصية، ويُسقطها على شخصية متخيلة (علي التمسماني)، في تقاطع سردي بين الواقعي والمتخيل، وبين السيرة الذاتية والاعتراف الأدبي. كما تنتمي الرواية إلى أدب المدينة (Urban Fiction)، حيث تلعب مدينة طنجة دورًا جوهريًا في السرد، بوصفها كيانًا حيًا يتقاطع فيه الواقع والتاريخ والهوية والانهيار، وتغدو بمثابة شخصية روائية تُمارس تأثيرها على باقي الشخصيات.

#### 2 من حيث السياق الزمني والفكري:
تقع الرواية في إطار ما يُعرف بـ أدب ما بعد الاستعمار، حيث تُصوّر طنجة والمغرب عمومًا في مرحلة ما بعد الاستقلال، بكل ما تحمله من تناقضات اجتماعية، واضطرابات ثقافية، وأزمة قيم. تظهر آثار الاستعمار ليس فقط في المظاهر السياسية والاقتصادية، بل في الهوية النفسية لشخصيات الرواية، التي تعاني من الانفصال والتمزق بين المرجعيات التقليدية والنزعات الحداثية. وتندرج الرواية ضمن تيار الحداثة الأدبية في الأدب المغربي والعربي، من خلال أسلوبها المتشظي، واعتمادها على تقنيات التداعي الحر، والتقطيع الزمني، واللغة الرمزية الكثيفة. كما تحضر فيها سمات الأدب الوجودي وأدب العبث، من خلال تركيزها على مفاهيم الضياع، العدمية، اللاجدوى، والانفصال عن الواقع، بما يُحيل على تأثيرات فلسفية وأدبية مشابهة لأعمال ألبير كامو وصموئيل بيكيت.

##### 3 من حيث الموضوعات والاهتمامات:
تنتمي السوق الداخلي إلى ما يُعرف بـ أدب الهامش والمهمّشين، إذ تنقل الرواية أصوات أولئك الذين يتوارون خلف سرديات السلطة والثقافة الرسمية: المتشردون، بائعات الهوى، الهيبيون، المنحرفون، العابرون ثقافيًا، واللاجئون في الهامش. وتُقدّم الرواية أيضًا نموذجًا صارخًا لـ أدب الجسد والانحراف، حيث يُصبح الجسد موضعًا للتجريب والتفكك والانتهاك، ومجالًا تتجلى فيه صراعات الذات مع المجتمع، في أجواء تخلو من الرقابة الأخلاقية، ما يمنح النص طابعًا صادمًا في بعض لحظاته، لكن دون أن يفقده صدقيته الأدبية والإنسانية. كما تغوص الرواية في تحليل نفسي واجتماعي دقيق لانهيار الذات في فضاء غير مستقر، يُجسَّد من خلال تشتت البطل وعلاقاته المضطربة بالمكان والآخرين والذات.

###### 4 من حيث الانتماء الجغرافي والثقافي:
تمثل السوق الداخلي جزءًا من الأدب المغربي الحديث المكتوب بالعربية، لكنها في الوقت ذاته نصٌّ عابر للحدود الثقافية، نتيجة ترجماتها المتعددة إلى لغات عالمية كالفرنسية، والإسبانية، والإيطالية. وهذا الانفتاح يجعل منها مثالاً على ما يُعرف بـ الأدب المتوسطي-العالمي، الذي يتناول قضايا الهجرة، والهوية المزدوجة، والتعدد الثقافي، وواقع المدن الساحلية بوصفها نقاط تماس حضارية وثقافية بين الشمال والجنوب. وعلى الرغم من أن محمد شكري كتب الرواية بالعربية، فإن الخلفية الثقافية الأمازيغية والفرنكوفونية التي ينتمي إليها تتسرّب إلى النص على مستوى الموضوعات، وتُثري أفقه الجمالي والدلالي.

## طبعات الرواية

### الطبعات الأولى
● شكري، محمد. (1997). السوق الداخلي. كولونيا، ألمانيا: منشورات الجمل.
● شكري، محمد. (1999). السوق الداخلي. طنجة، المغرب: دار السليكي أخوين للنشر والتوزيع.

### الطبعة الثانية
● شكري، محمد. (2006). السوق الداخلي. بيروت، لبنان: المركز الثقافي العربي

### الطبعة الفرنسية
● Choukri, Mohamed. (1996) Le Petit Socco: éditions Didier Devillez. (Traduit de l'arabe par Mohamed El Ghoulabzouri)

### الطبعة الإيطالية
● Choukri, Mohamed. (1997) Soco Chico: Jouvence società editoriale (Maria Avino, Toni Maraini)

### الطبعة الألمانية
● Choukri, Mohamed. (1998) Zoco Chico: Schiler Hans Verlag (Mona Naggar)

### الطبعة الإسبانية
● Choukri, Mohamed. (2016) Zoco Chico: Cabaret Voltaire (Malika Embarek López, Kalima Hajjaj)

## الآراء و النقد
علّق الناقد الكبير محمد برادة عن هذه الرواية قائلاً: "على العكس من معظم كتّابنا الآخرين، تعلّم محمد شكري لغة الأشياء العارية القاسية، قبل أن يتعلّم الكلمات «المعبّرة»، لذلك تظلّ حياته اليومية هي الأساس، وتغدو الكتابة بالنسبة له إدماناً جزئياً يرفض أن يجعل منه قناعاً للتجميل أو مطبة للإرتقاء في السلّم الاجتماعية...".
أمّا الكاتب الوليد بن بحيي، فعلق قائلاً في إشارة منه إلى هذا النوع من نصوص شكري: "إن محمد شكري كان يكتب بالمكان باعتباره رئة ثالثة".

## اقتباسات
```
« تعلّم يا علي كيف تحب أحلامك. الحلم كالنّادر يطهر. نيرون كان مجنوناً عظيماً. إنه أعظم حالم. النار هي التي طهرت روماه الموبوءة و أعادت بناءها، الإنسان في حاجة دائماً إلى نار أو زلزالٍ »
```

```
« ها أنا أنسى ما تعلمته في حياتي. ربما سأنسى أيضاً ما أتعلّمه هنا. كثيرةٌ هي المرّات التي قلت فيها لنفسي: لن أنخدع بعد اليوم، لكنني لا أكاد أتأمّل فيما حدث لي حتى يفاجئني حدثٌ جديدٌ ينفي ما اختزنته من تجاربٍ. هكذا يصعب عليّ أن أقبض على شيءٍ أكون متأكداً من فهمه وعدم الوقوع في خدعته. إنني أنخدع في نفس الشيء عدّة مرّاتٍ ولنفس الأسباب. لست أدري ما هي العلّة الحقيقية؟ أهي كيمياء نفسي البطيئة اتجاه كيمياء الأشياء الأسرع؟ »
```

```
« لا أعرف بعد أهي هامة أم لا هذه الأحداث التي أعيشها في هذه المدينة. مع ذلك فتفاهة الحياة عندي أفضل من تفاهة الموت. هناك موت أعمق، لكن للبطولة ظروفها. أستطيع أن لا أكون هنا، لكنني أبقى مشدوداً إلى الأشياء أو إلى الناس أينما شئت أن أذهب. وحده الخيال يمكنه أن ينقذني. يمكن لي ، مثلاً، أن أتخيّل شكل طاولة أخرى إذا لم يعجبني شكل هذه أمامي »
```